# Nina Kuscsik
Nina Kuscsik est une athlète américaine née le 2 janvier 1939 à Brooklyn et morte le 8 juin 2025 à Brookhaven,, spécialiste du marathon.
Elle est la première à remporter officiellement le Marathon de Boston en 1972.
Elle remporte également le Marathon de New York en 1972 et 1973. Lors de l'édition 1972, en compagnie de cinq autres coureuses, elle reste sur place au moment du départ, pour protester contre une règle qui les oblige à partir dix minutes avant les concurrents masculins.
En 1999, Kuscsik entre au National Distance Running Hall of Fame.